# Formule Renault 3.5 Series 2015
Het Formule Renault 3.5 Series-seizoen 2015 is het achttiende Formule Renault 3.5 Series-seizoen en het elfde onder deze naam. Het seizoen bestaat uit 17 races, verdeeld over 9 ronden. Regerend kampioen Carlos Sainz jr. is overgestapt naar het Formule 1-team Toro Rosso en verdedigt zijn titel niet.
Oliver Rowland werd tijdens het voorlaatste weekend op het Circuit Bugatti gekroond tot de laatste kampioen van de Formule Renault 3.5 Series, aangezien de Franse autofabrikant na afloop van het seizoen haar steun aan het kampioenschap opzegde. Zijn team Fortec Motorsports werd tijdens dat raceweekend tevens gekroond tot laatste kampioen bij de teams.

## Teams en coureurs
| Team                       | No. | Coureur                 | Ronden |
| -------------------------- | --- | ----------------------- | ------ |
| DAMS                       | 1   | Nyck de Vries           | Alle   |
| DAMS                       | 2   | Dean Stoneman           | Alle   |
| Fortec Motorsports         | 3   | Jazeman Jaafar          | Alle   |
| Fortec Motorsports         | 4   | Oliver Rowland          | Alle   |
| Arden Motorsport           | 5   | Nicholas Latifi         | Alle   |
| Arden Motorsport           | 6   | Egor Orudzhev           | Alle   |
| Lotus                      | 9   | Matthieu Vaxivière      | Alle   |
| Lotus                      | 10  | Meindert van Buuren     | 1-4    |
| Lotus                      | 10  | Marlon Stöckinger       | 5, 7-9 |
| Lotus                      | 10  | Nick Yelloly            | 6      |
| Strakka Racing             | 11  | Tio Ellinas             | Alle   |
| Strakka Racing             | 12  | Gustav Malja            | Alle   |
| AVF                        | 15  | Alfonso Celis Jr.       | Alle   |
| AVF                        | 16  | Beitske Visser          | Alle   |
| Tech 1 Racing              | 17  | Roy Nissany             | Alle   |
| Tech 1 Racing              | 18  | Aurélien Panis          | Alle   |
| International Draco Racing | 19  | Pietro Fantin           | 1-7    |
| International Draco Racing | 19  | André Negrão            | 8      |
| International Draco Racing | 20  | André Negrão            | 9      |
| International Draco Racing | 20  | Bruno Bonifacio         | 1-7    |
| Comtec Racing              | 21  | Louis Delétraz          | 5      |
| Jagonya Ayam with Carlin   | 25  | Sean Gelael             | Alle   |
| Jagonya Ayam with Carlin   | 26  | Tom Dillmann            | Alle   |
| Pons Racing                | 39  | Philo Paz Patric Armand | 1-4, 6 |
| Pons Racing                | 39  | Meindert van Buuren     | 5      |
| Pons Racing                | 39  | Yu Kanamaru             | 7-9    |
| Pons Racing                | 40  | Roberto Merhi           | 1, 3-5 |
| Pons Racing                | 40  | Alex Fontana            | 2      |
| Pons Racing                | 40  | Will Bratt              | 6      |
| Pons Racing                | 40  | René Binder             | 7      |
| Pons Racing                | 40  | Nikita Zlobin           | 8-9    |

### Rijders veranderingen
Van team veranderd
- Meindert van Buuren: Pons Racing → Lotus
- Alfonso Celis Jr.: Tech 1 Racing → AVF
- Jazeman Jaafar: ISR → Fortec Motorsports
- Nicholas Latifi: Tech 1 Racing → Arden Motorsport
- Roberto Merhi: Zeta Corse → Pons Racing

Nieuw/teruggekeerd in WSR
- Philo Paz Patric Armand: Formule Renault 2.0 Alps (Tech 1 Racing) → Pons Racing
- René Binder: GP2 Series (Arden International) → Pons Racing
- Bruno Bonifacio: Eurocup Formule Renault 2.0 (Prema Powerteam) → International Draco Racing
- Will Bratt: sabbatical → Pons Racing
- Louis Delétraz: Eurocup Formule Renault 2.0 (Josef Kaufmann Racing) → Comtec Racing
- Tom Dillmann: GP2 Series (Arden International/EQ8 Caterham Racing) → Jagonya Ayam with Carlin
- Tio Ellinas: GP2 Series (MP Motorsport/Rapax) → Strakka Racing
- Alex Fontana: GP3 Series (Status Grand Prix) → Pons Racing
- Sean Gelael: Europees Formule 3-kampioenschap (Jagonya Ayam with Carlin) → Jagonya Ayam with Carlin
- Gustav Malja: Eurocup Formule Renault 2.0 (Josef Kaufmann Racing) → Strakka Racing
- André Negrão: GP2 Series (Arden International) → International Draco Racing
- Roy Nissany: Europees Formule 3-kampioenschap (kfzteile24 Mücke Motorsport) → Tech 1 Racing
- Egor Orudzhev: Eurocup Formule Renault 2.0 (Tech 1 Racing) → Arden Motorsport
- Aurélien Panis: Eurocup Formule Renault 2.0 (ART Junior Team) → Tech 1 Racing
- Dean Stoneman: GP3 Series (Marussia Manor Racing/Koiranen GP) → DAMS
- Nyck de Vries: Eurocup Formule Renault 2.0 (Koiranen GP) → DAMS
- Nick Yelloly: GP3 Series (Status Grand Prix) → Lotus
- Nikita Zlobin: Duitse Formule 3-kampioenschap (SMP Racing by ADM Motorsport) → Pons Racing

Uit de WSR
- Zoël Amberg: AVF → GP2 Series (Lazarus)
- William Buller: Arden Motorsport → Super Formula (Kondō Racing)
- Pierre Gasly: Arden Motorsport → GP2 Series (DAMS)
- Luca Ghiotto: International Draco Racing → GP3 Series (Trident)
- Matias Laine: Strakka Racing → ?
- Nikolay Martsenko: Comtec Racing → ?
- Roman Mavlanov: Zeta Corse → ?
- Norman Nato: DAMS → GP2 Series (Arden International)
- Esteban Ocon: Comtec Racing → GP3 Series (ART Grand Prix)
- Andrea Roda: Comtec Racing → ?
- Carlos Sainz jr.: DAMS → Formule 1 (Toro Rosso)
- Sergej Sirotkin: Fortec Motorsports → GP2 Series (Rapax)
- Marco Sørensen: Tech 1 Racing → GP2 Series (Carlin)
- Richie Stanaway: Lotus → GP2 Series (Status Grand Prix)
- Will Stevens: Strakka Racing → Formule 1 (Manor)
- Óscar Tunjo: Pons Racing → GP3 Series (Trident Racing)
- Cameron Twynham: Comtec Racing → Porsche Supercup (MOMO-Megatron)
- Oliver Webb: Pons Racing → FIA World Endurance Championship (Team SARD Morand)

Tijdens het seizoen
- Circuit de Monaco: De Zwitser Alex Fontana verving de Spanjaard Roberto Merhi bij het team Pons Racing, omdat Merhi op dat moment voor Marussia in de Formule 1 moest rijden.
- Spa-Francorchamps: Roberto Merhi keerde terug bij Pons Racing als vervanger van Alex Fontana.
- Red Bull Ring: De Filipijn Marlon Stöckinger verving de Nederlander Meindert van Buuren bij het team Lotus nadat Van Buuren zijn contract met het team had beëindigd. Hij verving op zijn beurt de Indonesiër Philo Paz Patric Armand bij Pons Racing, omdat hij problemen had met zijn visum. Het team Comtec Racing nam eenmalig deel met de Zwitser Louis Delétraz als coureur.
- Silverstone: De Brit Nick Yelloly verving Marlon Stöckinger bij Lotus vanwege zijn GP2-verplichtingen. Philo Paz Patric Armand keerde terug bij Pons Racing als vervanger van Meindert van Buuren. Bij hetzelfde team had Roberto Merhi opnieuw Formule 1-verplichtingen en werd hier vervangen door de Brit Will Bratt.
- Nürburgring: De Japanner Yu Kanamaru verving Philo Paz Patric Armand bij het team Pons Racing, opnieuw vanwege problemen met zijn visum. Bij hetzelfde team heeft Roberto Merhi zijn contract verbroken en werd vervangen door René Binder.
- Circuit Bugatti: De Braziliaan André Negrão verving zijn landgenoot Pietro Fantin bij het team International Draco Racing, terwijl hun team- en landgenoot Bruno Bonifacio ook afwezig was. De Rus Nikita Zlobin verving René Binder bij het team Pons Racing.

### Teams veranderingen
- Carlin keert terug in het kampioenschap na een jaar afwezigheid.
- ISR stapt uit het kampioenschap.
- Comtec Racing nam niet deel aan de eerste vier raceweekenden door een gebrek aan coureurs met voldoende budget. In het vijfde raceweekend op de Red Bull Ring nam het team weer deel met de Zwitser Louis Delétraz als coureur.

## Races
- Op 19 oktober 2014 werd de WSR-kalender van 2015 bekend. De ronden op de Red Bull Ring, op Silverstone en op het Circuit Bugatti zijn nieuw, terwijl de ronden op het Autodromo Nazionale Monza, de Moscow Raceway en het Circuit Paul Ricard zijn geschrapt. De kalender telt 17 races.

| Ronde | Ronde | Circuit                      | Datum        | Pole Position      | Snelste ronde       | Winnend coureur    | Winnend team       |
| ----- | ----- | ---------------------------- | ------------ | ------------------ | ------------------- | ------------------ | ------------------ |
| 1     | R1    | Motorland Aragón             | 25 april     | Matthieu Vaxivière | Meindert van Buuren | Oliver Rowland     | Fortec Motorsports |
| 1     | R2    | Motorland Aragón             | 26 april     | Nyck de Vries      | Alfonso Celis Jr.   | Matthieu Vaxivière | Lotus              |
| 2     | 2     | Circuit de Monaco            | 24 mei       | Jazeman Jaafar     | Oliver Rowland      | Jazeman Jaafar     | Fortec Motorsports |
| 3     | R1    | Spa-Francorchamps            | 30 mei       | Matthieu Vaxivière | Jazeman Jaafar      | Matthieu Vaxivière | Lotus              |
| 3     | R2    | Spa-Francorchamps            | 31 mei       | Oliver Rowland     | Nicholas Latifi     | Oliver Rowland     | Fortec Motorsports |
| 4     | R1    | Hungaroring                  | 13 juni      | Oliver Rowland     | Matthieu Vaxivière  | Egor Orudzhev      | Arden Motorsport   |
| 4     | R2    | Hungaroring                  | 14 juni      | Matthieu Vaxivière | Matthieu Vaxivière  | Oliver Rowland     | Fortec Motorsports |
| 5     | R1    | Red Bull Ring                | 12 juli      | Oliver Rowland     | Oliver Rowland      | Oliver Rowland     | Fortec Motorsports |
| 5     | R2    | Red Bull Ring                | 12 juli      | Matthieu Vaxivière | Oliver Rowland      | Matthieu Vaxivière | Lotus              |
| 6     | R1    | Silverstone                  | 5 september  | Tio Ellinas        | Pietro Fantin       | Tio Ellinas        | Strakka Racing     |
| 6     | R2    | Silverstone                  | 6 september  | Matthieu Vaxivière | Matthieu Vaxivière  | Oliver Rowland     | Fortec Motorsports |
| 7     | R1    | Nürburgring                  | 12 september | Oliver Rowland     | Oliver Rowland      | Oliver Rowland     | Fortec Motorsports |
| 7     | R2    | Nürburgring                  | 13 september | Oliver Rowland     | Tom Dillmann        | Tio Ellinas        | Strakka Racing     |
| 8     | R1    | Circuit Bugatti              | 26 september | Oliver Rowland     | Matthieu Vaxivière  | Oliver Rowland     | Fortec Motorsports |
| 8     | R2    | Circuit Bugatti              | 27 september | Tio Ellinas        | Matthieu Vaxivière  | Egor Orudzhev      | Arden Motorsport   |
| 9     | R1    | Circuito Permanente de Jerez | 17 oktober   | Tom Dillmann       | Alfonso Celis Jr.   | Oliver Rowland     | Fortec Motorsports |
| 9     | R2    | Circuito Permanente de Jerez | 18 oktober   | Oliver Rowland     | Nyck de Vries       | Nyck de Vries      | DAMS               |

## Kampioenschap

### Coureurs
| Pos | Coureur                 | ARA | ARA | MON | SPA | SPA | HUN | HUN | RBR | RBR | SIL | SIL | NÜR | NÜR | LEC | LEC | JER | JER | Punten |
| --- | ----------------------- | --- | --- | --- | --- | --- | --- | --- | --- | --- | --- | --- | --- | --- | --- | --- | --- | --- | ------ |
| 1   | Oliver Rowland          | 1   | 3   | 6   | 5   | 1   | 3   | 1   | 1   | 2   | 2   | 1   | 1   | 10  | 1   | 8   | 1   | 2   | 307    |
| 2   | Matthieu Vaxivière      | 4   | 1   | DNF | 1   | 3   | 4   | 2   | 6   | 1   | 3   | 2   | 4   | 11  | 10  | 2   | 3   | 3   | 234    |
| 3   | Nyck de Vries           | 7   | 2   | 11  | 9   | 2   | 11  | 9   | 3   | 5   | 4   | DNF | 2   | 3   | 7   | 10  | 4   | 1   | 160    |
| 4   | Tio Ellinas             | DNF | 4   | DNF | 7   | 5   | 17  | 6   | 9   | 13  | 1   | 11  | 6   | 1   | 9   | 3   | 5   | 4   | 135    |
| 5   | Egor Orudzhev           | DNF | 18  | 4   | 10  | 9   | 1   | 11  | 11  | DNF | 7   | 6   | 9   | 5   | 2   | 1   | 2   | 7   | 133    |
| 6   | Dean Stoneman           | 3   | 12  | 2   | 3   | 4   | 6   | 12  | 2   | DNF | DNF | 4   | DNF | 6   | 4   | 4   | 13  | DNF | 130    |
| 7   | Tom Dillmann            | 9   | 5   | 3   | 6   | 16  | 5   | 5   | 5   | 8   | 5   | DNF | 5   | 14  | 3   | 5   | DNF | 6   | 122    |
| 8   | Jazeman Jaafar          | 2   | 7   | 1   | 2   | 6   | 18  | 4   | 10  | 9   | 10  | DNF | 3   | 17  | 13  | 14  | 6   | 8   | 118    |
| 9   | Gustav Malja            | 10  | 20  | DNF | 8   | 14  | 10  | 3   | 7   | 7   | 6   | 8   | 8   | 2   | 11  | 9   | 11  | 5   | 79     |
| 10  | Pietro Fantin           | 6   | 11  | 5   | DNF | 8   | DNF | 8   | 13  | 4   | 11  | 3   | 7   | 9   |     |     |     |     | 61     |
| 11  | Nicholas Latifi         | 8   | 14  | DNF | 4   | 13  | DNF | 17  | 4   | DNF | 8   | 5   | DNF | DNF | DNF | 7   | 7   | 10  | 55     |
| 12  | Aurélien Panis          | 12  | 13  | 7   | DNF | 7   | 7   | 13  | 8   | DNF | DNF | 9   | 14  | DNF | 5   | 6   | DNF | 13  | 42     |
| 13  | Roy Nissany             | 14  | 16  | 12  | 14  | DNF | 8   | 14  | 16  | 3   | 9   | 14  | DNF | 18  | 8   | 12  | 9   | DNF | 27     |
| 14  | Roberto Merhi           | DNF | 9   |     | DNF | DNF | 2   | 7   | DSQ | EX  |     |     |     |     |     |     |     |     | 26     |
| 15  | Meindert van Buuren     | 5   | 6   | DNF | 11  | 10  | 16  | 10  | DNF | DNF |     |     |     |     |     |     |     |     | 20     |
| 16  | Alfonso Celis Jr.       | DNF | 8   | DNF | 13  | 11  | 14  | 16  | DNF | 12  | 13  | 12  | 10  | 4   | DNF | 16  | 15  | DNF | 17     |
| 17  | Marlon Stöckinger       |     |     |     |     |     |     |     | DNF | 6   |     |     | 11  | 7   | 15  | 11  | 17  | 14  | 14     |
| 18  | Yu Kanamaru             |     |     |     |     |     |     |     |     |     |     |     | 12  | 13  | 6   | DNF | 10  | 11  | 9      |
| 19  | Sean Gelael             | DNF | 15  | 8   | 15  | 12  | 15  | DNF | DNF | DNF | DNF | 10  | 15  | 16  | 16  | 17  | 16  | 9   | 7      |
| 20  | Nick Yelloly            |     |     |     |     |     |     |     |     |     | 14  | 7   |     |     |     |     |     |     | 6      |
| 21  | André Negrão            |     |     |     |     |     |     |     |     |     |     |     |     |     | 12  | DNF | 8   | 12  | 4      |
| 22  | René Binder             |     |     |     |     |     |     |     |     |     |     |     | 13  | 8   |     |     |     |     | 4      |
| 23  | Beitske Visser          | DNS | 19  | 13  | DNS | DNF | 9   | 15  | 12  | 10  | DNF | 13  | 16  | 15  | 14  | 13  | 12  | DNF | 3      |
| 24  | Alex Fontana            |     |     | 9   |     |     |     |     |     |     |     |     |     |     |     |     |     |     | 2      |
| 25  | Bruno Bonifacio         | 11  | 10  | DNF | 12  | DNF | 12  | 18  | 14  | 11  | DNF | DNF | DNF | 12  |     |     |     |     | 1      |
| 26  | Philo Paz Patric Armand | 13  | 17  | 10  | 16  | 15  | 13  | DNF |     |     | DNF | 16  |     |     |     |     |     |     | 1      |
| 27  | Will Bratt              |     |     |     |     |     |     |     |     |     | 12  | 15  |     |     |     |     |     |     | 0      |
| 28  | Nikita Zlobin           |     |     |     |     |     |     |     |     |     |     |     |     |     | 17  | 15  | 14  | DNF | 0      |
| 29  | Louis Delétraz          |     |     |     |     |     |     |     | 15  | DNF |     |     |     |     |     |     |     |     | 0      |
| Pos | Coureur                 | ARA | ARA | MON | SPA | SPA | HUN | HUN | RBR | RBR | SIL | SIL | NÜR | NÜR | LEC | LEC | JER | JER | Punten |

### Teams
| Pos | Team                       | No. | ARA | ARA | MON | SPA | SPA | HUN | HUN | RBR | RBR | SIL | SIL | NÜR | NÜR | LEC | LEC | JER | JER | Punten |
| --- | -------------------------- | --- | --- | --- | --- | --- | --- | --- | --- | --- | --- | --- | --- | --- | --- | --- | --- | --- | --- | ------ |
| 1   | Fortec Motorsports         | 3   | 2   | 7   | 1   | 2   | 6   | 18  | 4   | 10  | 9   | 10  | DNF | 3   | 17  | 13  | 14  | 6   | 8   | 425    |
| 1   | Fortec Motorsports         | 4   | 1   | 3   | 6   | 5   | 1   | 3   | 1   | 1   | 2   | 2   | 1   | 1   | 10  | 1   | 8   | 1   | 2   | 425    |
| 2   | DAMS                       | 1   | 7   | 2   | 11  | 9   | 2   | 11  | 9   | 3   | 5   | 4   | DNF | 2   | 3   | 7   | 10  | 4   | 1   | 290    |
| 2   | DAMS                       | 2   | 3   | 12  | 2   | 3   | 4   | 6   | 12  | 2   | DNF | DNF | 4   | DNF | 6   | 4   | 4   | 13  | DNF | 290    |
| 3   | Lotus                      | 9   | 4   | 1   | DNF | 1   | 3   | 4   | 2   | 6   | 1   | 3   | 2   | 4   | 11  | 10  | 2   | 3   | 3   | 274    |
| 3   | Lotus                      | 10  | 5   | 6   | DNF | 11  | 10  | 16  | 10  | DNF | 6   | 14  | 7   | 11  | 7   | 15  | 11  | 17  | 14  | 274    |
| 4   | Strakka Racing             | 11  | DNF | 4   | DNF | 7   | 5   | 17  | 6   | 9   | 13  | 1   | 11  | 6   | 1   | 9   | 3   | 5   | 4   | 214    |
| 4   | Strakka Racing             | 12  | 10  | 20  | DNF | 8   | 14  | 10  | 3   | 7   | 7   | 6   | 8   | 8   | 2   | 11  | 9   | 11  | 5   | 214    |
| 5   | Arden Motorsport           | 5   | 8   | 14  | DNF | 4   | 13  | DNF | 17  | 4   | DNF | 8   | 5   | DNF | DNF | DNF | 7   | 7   | 10  | 188    |
| 5   | Arden Motorsport           | 6   | DNF | 18  | 4   | 10  | 9   | 1   | 11  | 11  | DNF | 7   | 6   | 9   | 5   | 2   | 1   | 2   | 7   | 188    |
| 6   | Jagonya Ayam with Carlin   | 25  | DNF | 15  | 8   | 15  | 12  | 15  | DNF | DNF | DNF | DNF | 10  | 15  | 16  | 16  | 17  | 16  | 9   | 129    |
| 6   | Jagonya Ayam with Carlin   | 26  | 9   | 5   | 3   | 6   | 16  | 5   | 5   | 5   | 8   | 5   | DNF | 5   | 14  | 3   | 5   | DNF | 6   | 129    |
| 7   | Tech 1 Racing              | 17  | 14  | 16  | 12  | 14  | DNF | 8   | 14  | 16  | 3   | 9   | 14  | DNF | 18  | 8   | 12  | 9   | DNF | 69     |
| 7   | Tech 1 Racing              | 18  | 12  | 13  | 7   | DNF | 7   | 7   | 13  | 8   | DNF | DNF | 9   | 14  | DNF | 5   | 6   | DNF | 13  | 69     |
| 8   | International Draco Racing | 19  | 6   | 11  | 5   | DNF | 8   | DNF | 8   | 13  | 4   | 11  | 3   | 7   | 9   | 12  | DNF |     |     | 66     |
| 8   | International Draco Racing | 20  | 11  | 10  | DNF | 12  | DNF | 12  | 18  | 14  | 11  | DNF | DNF | DNF | 12  |     |     | 8   | 12  | 66     |
| 9   | Pons Racing                | 39  | 13  | 17  | 10  | 16  | 15  | 13  | DNF | DNF | DNF | DNF | 16  | 12  | 13  | 6   | DNF | 10  | 11  | 42     |
| 9   | Pons Racing                | 40  | DNF | 9   | 9   | DNF | DNF | 2   | 7   | DSQ | EX  | 12  | 15  | 13  | 8   | 17  | 15  | 14  | DNF | 42     |
| 10  | AVF                        | 15  | DNF | 8   | DNF | 13  | 11  | 14  | 16  | DNF | 12  | 13  | 12  | 10  | 4   | DNF | 16  | 15  | DNF | 20     |
| 10  | AVF                        | 16  | DNS | 19  | 13  | DNS | DNF | 9   | 15  | 12  | 10  | DNF | 13  | 16  | 15  | 14  | 13  | 12  | DNF | 20     |
| 11  | Comtec Racing              | 21  |     |     |     |     |     |     |     | 15  | DNF |     |     |     |     |     |     |     |     | 0      |
| Pos | Team                       | No. | ARA | ARA | MON | SPA | SPA | HUN | HUN | RBR | RBR | SIL | SIL | NÜR | NÜR | LEC | LEC | JER | JER | Punten |

- Coureurs vertrekkend van pole-position zijn vetgedrukt.
- Coureurs met de snelste raceronde in cursief.

1998 · 1999 · 2000 · 2001 · 2002 · 2003 · 2004 · 2005 · 2006 · 2007 · 2008 · 2009 · 2010 · 2011 · 2012 · 2013 · 2014 · 2015 · 2016 · 2017
Lijst van coureurs